# Magnus Carlsen
Sven Magnus Øen Carlsen (* 30. November 1990 in Tønsberg) ist ein norwegischer Schachspieler. Er war von 2013 bis 2023 Schachweltmeister, zudem mehrfach Weltmeister im Schnell- und Blitzschach.
Im Jahre 2004 errang Carlsen den Titel eines Großmeisters (GM) als damals zweitjüngster Spieler – im Alter von 13 Jahren, 4 Monaten und 27 Tagen. Erstmals im Januar 2010 erreichte er als bislang jüngster Spieler die Spitzenposition der FIDE-Weltrangliste und hat sie durchgehend seit Juli 2011 bis heute inne. Seine Elo-Zahl vom Mai 2014 und August 2019 ist mit 2882 Punkten die höchste seit Einführung der Liste im Jahr 1970. Eine höhere, rückwirkend berechnete historische Elo-Zahl hatten nur Bobby Fischer und Michail Botwinnik.
Breite Aufmerksamkeit erhielt Carlsen für seinen freiwilligen Verzicht auf die Verteidigung des WM-Titels bei der Schach-WM 2023; bis zu diesem Zeitpunkt war er zehn Jahre lang Schachweltmeister. 2014, 2015, 2019, 2022 und 2023 war Carlsen Weltmeister im Schnellschach, 2009, 2014, 2017, 2018, 2019, 2022, 2023 und 2024 Weltmeister im Blitzschach. In der Variante Schach960 wurde er 2019 Vize-Weltmeister hinter Weltmeister Wesley So.

## Familie
Carlsen ist der Sohn des Ingenieurpaares Sigrun Øen (1963–2024) und Henrik Albert Carlsen. Seine Mutter war Chemikerin in einer Umweltbehörde, sein Vater war Manager bei Exxon und SAP, bevor er nach den ersten Erfolgen seines Sohnes diese Arbeit beendete und sich um dessen Karriere kümmerte. Die Familie wohnte ein Jahr in Espoo und danach in Brüssel; 1997 zog sie nach Lommedalen (Bærum) in Norwegen. Von dort zog sie später nach Haslum (Bærum). Carlsen war schon als Zweijähriger in der Lage, ein Puzzlespiel aus 50 Teilen zusammenzusetzen. Er lernte die Schachregeln im Alter von fünf Jahren von seinem Vater, interessierte sich aber zunächst nicht sonderlich für das Spiel. Bereits als Kind fiel er durch sein ausgezeichnetes Gedächtnis auf. Das erste Schachbuch, das er las, war Bent Larsens Finn planen.
Carlsens eineinhalb Jahre ältere Schwester Ellen Øen Carlsen spielte ebenfalls Schach. Sie gewann 2007 als 17-jährige die Nordische Meisterschaft in ihrer Altersklasse. Im Jahr 2014 belegte sie Platz 10 der norwegischen Frauenrangliste. Anfang März 2014 trat sie beim Schachländerkampf zwischen Norwegen und Deutschland in Berlin an. Vom Weltverband FIDE wird sie mittlerweile als „inaktiv“ geführt. Außerdem hat Carlsen zwei jüngere Schwestern.
Am 4. Januar 2025 heiratete Carlsen in Oslo Ella Victoria Malone.

## Frühe Erfolge
Sein erstes Schachturnier spielte Magnus Carlsen im Juli 1999. Ein Jahr später gewann er die norwegische Meisterschaft der Unter-Elfjährigen. Sein erstes internationales Turnier spielte er im Oktober 2000 beim Open in Bad Wiessee, wo er 4,5 Punkte aus 9 Partien errang. Im September 2001 spielte er für seinen Verein Asker SK bei der Europäischen Mannschaftsmeisterschaft in Panormos. Bei der Weltmeisterschaft U12 in Iraklio 2002 kam er mit 9 Punkten aus 11 Partien auf Platz 2. Die erste Norm für den Titel eines Internationalen Meisters erzielte er im Januar 2003 beim Turnier in Gausdal; der Titel wurde ihm im August desselben Jahres verliehen. Im selben Jahr belegte er Platz 3 bei der Jugendeuropameisterschaft und Platz 9 bei der Jugendweltmeisterschaft.

## Erreichen des Großmeistertitels

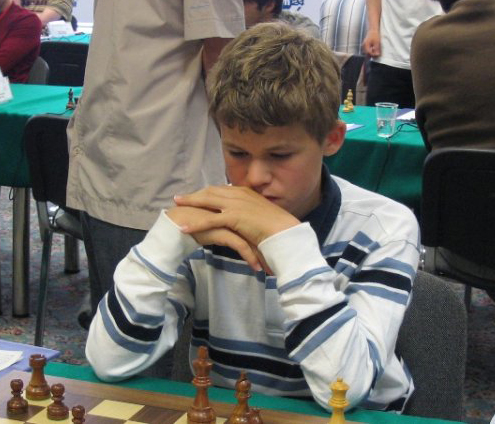
Magnus Carlsen (2005)

Alle drei Großmeisternormen sicherte sich Magnus Carlsen innerhalb von vier Monaten Anfang 2004 in einer Serie hervorragender Turnierergebnisse. Seine erste GM-Norm erzielte er mit einem überragenden Sieg und 10,5/13 Punkten in der Gruppe C des renommierten Corus-Schachturniers in Wijk aan Zee. Es war der erste aufsehenerregende Auftritt des jungen Schachtalentes. Seine beiden weiteren GM-Normen erzielte Magnus Carlsen beim Aeroflot Open in Moskau im Februar sowie bei den Dubai-Open im April 2004.
Bei einem Blitzturnier in Reykjavík im März 2004 sorgte er auch durch einen Sieg gegen Exweltmeister Anatoli Karpow für Schlagzeilen. Durch diese Leistung qualifizierte er sich für das anschließende Schnellschach-Turnier, das im K.-o.-System ausgetragen wurde. In der ersten Runde traf der dreizehnjährige Carlsen auf Kasparow, der mit einer Elo-Bewertung von 2831 überlegen die Weltrangliste anführte. In der ersten Partie mit Weiß hatte Carlsen einen Mehrbauern und erzielte ein Remis, verlor aber danach mit Schwarz in 32 Zügen.
Im Juni 2004 nahm Carlsen an der FIDE-Weltmeisterschaft in Tripolis teil, verlor dort jedoch in der ersten Runde 1,5:2,5 gegen Lewon Aronjan. Im Juli 2005 teilte er in Sandnes den ersten Platz bei der norwegischen Landesmeisterschaft mit seinem Trainer Simen Agdestein, verlor jedoch den Stichkampf um den Titel. Beim nach K.-o.-System ausgespielten Schach-Weltpokal 2005 im Dezember in Chanty-Mansijsk wurde er nach einem Platzierungskampf gegen Gata Kamsky, den er mit 1:3 (1:1 nach Turnierpartien, 0:2 nach Schnellschachpartien) verlor, Zehnter und qualifizierte sich mit diesem Resultat für das von der FIDE wieder eingeführte Kandidatenturnier zur Schachweltmeisterschaft 2007. Carlsen traf in der ersten Runde der Kandidatenkämpfe in Elista auf Lewon Aronjan und verlor mit 5:7 nach Stichkampf.
Im Februar 2006 gewann er zusammen mit Alexander Motyljow das B-Turnier in Wijk aan Zee. Einen Monat später gewann er ein sehr stark besetztes Blitzturnier in Reykjavík, bei dem er unter anderen Viswanathan Anand ausschaltete. Bei der Schacholympiade in Turin spielte er am Spitzenbrett für Norwegen und erzielte 6 Punkte aus 8 Partien. Im August erzielte er beim NH Chess Tournament in Amsterdam, bei dem junge Talente gegen erfahrene Großmeister antraten, mit 6,5 Punkten aus 10 Partien das beste Ergebnis der Junioren und erhielt dafür eine Einladung zum hochdotierten Turnier Melody Amber in Monaco. Im September kam er bei der norwegischen Landesmeisterschaft in Moss wie im Vorjahr punktgleich mit Agdestein auf Platz 1. Carlsen, der zu diesem Zeitpunkt schon vor Agdestein in der Weltrangliste stand, revanchierte sich für 2005 und gewann den Stichkampf. Es war Carlsens bisher letzte Teilnahme an norwegischen Meisterschaften. Im April 2007 gewann er die Gausdal Chess Classics mit 7 Punkten aus 9 Partien.

## Zugehörigkeit zur Weltspitze

### 2007
Im August 2007 gewann Magnus Carlsen das GM-Turnier in Biel nach einem Stichkampf um den ersten Platz gegen Alexander Onischuk. Im Dezember 2007 erreichte er das Halbfinale im FIDE-Weltpokal, schied dann aber gegen Gata Kamsky aus. Mit dem Erreichen des Halbfinals qualifizierte er sich für den FIDE Grand Prix 2008–2010.

### 2008

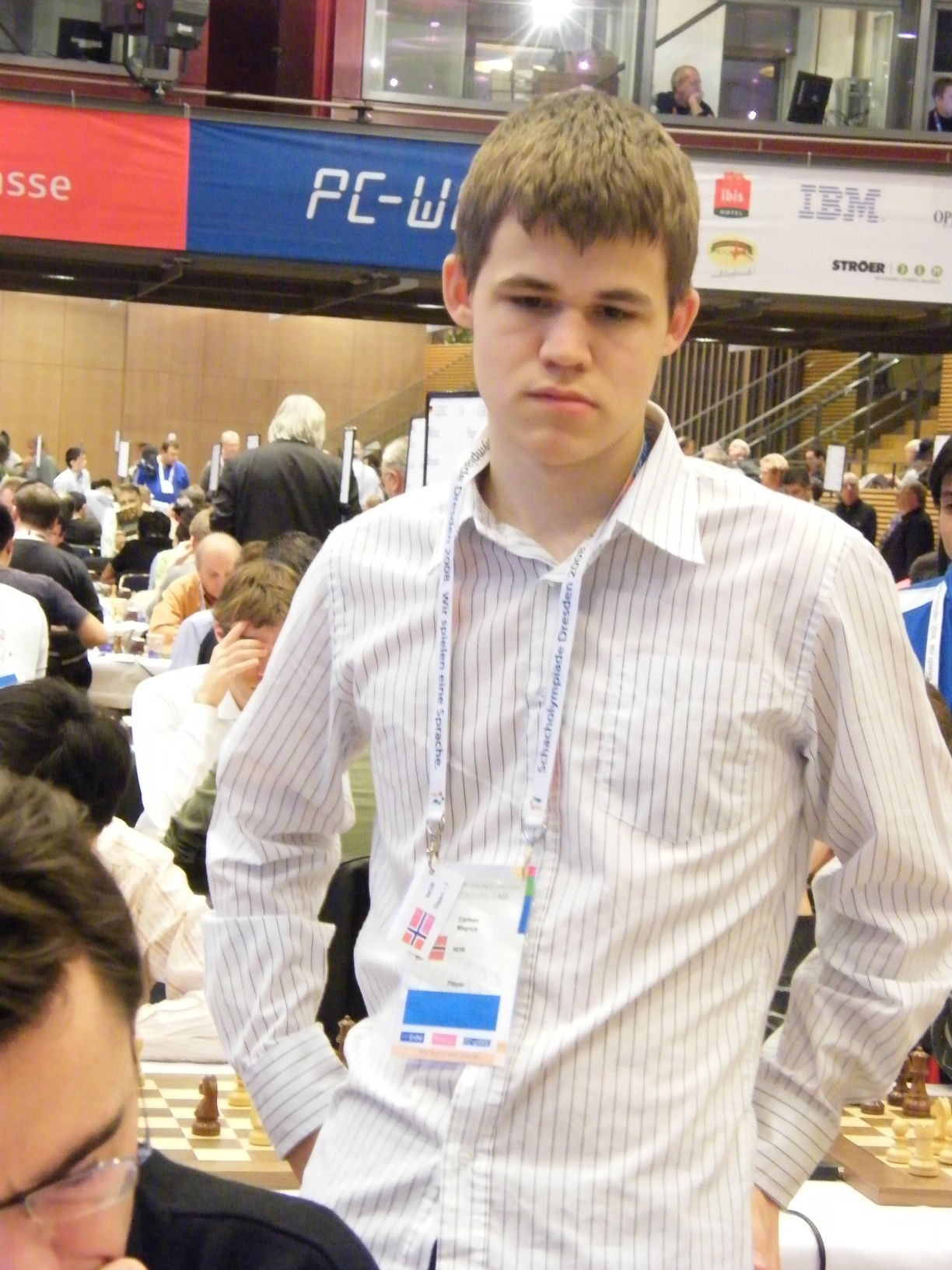
Carlsen 2008 bei der Schacholympiade in Dresden

Im Januar 2008 gewann Carlsen zusammen mit dem Armenier Lewon Aronjan das Corus-Turnier in Wijk aan Zee. Beide erzielten unter den 14 Teilnehmern mit einem Elo-Schnitt von 2742 (Kategorie 20) 8 Punkte aus 13 Partien. Beim Schachturnier in Linares belegte Carlsen mit einer Elo-Leistung von über 2800 hinter Weltmeister Anand den zweiten Platz. Im Juni 2008 gewann Carlsen das Aerosvit-Turnier in Foros (Elo-Durchschnitt 2711, Kategorie 19) mit einem ganzen Punkt Vorsprung vor seinen elf Wettbewerbern.
Carlsen beendete das Chess Masters Bilbao 2008 in Spanien (2. bis 13. September) mit drei Siegen, zwei Niederlagen und vier Remis auf dem zweiten Platz hinter Wesselin Topalow. Während dieses Turniers war Carlsen nach inoffiziellen Berechnungen fünf Tage lang vor Anand die Nummer 1 der Weltrangliste, was in zahlreichen Presseberichten thematisiert wurde.

### 2009

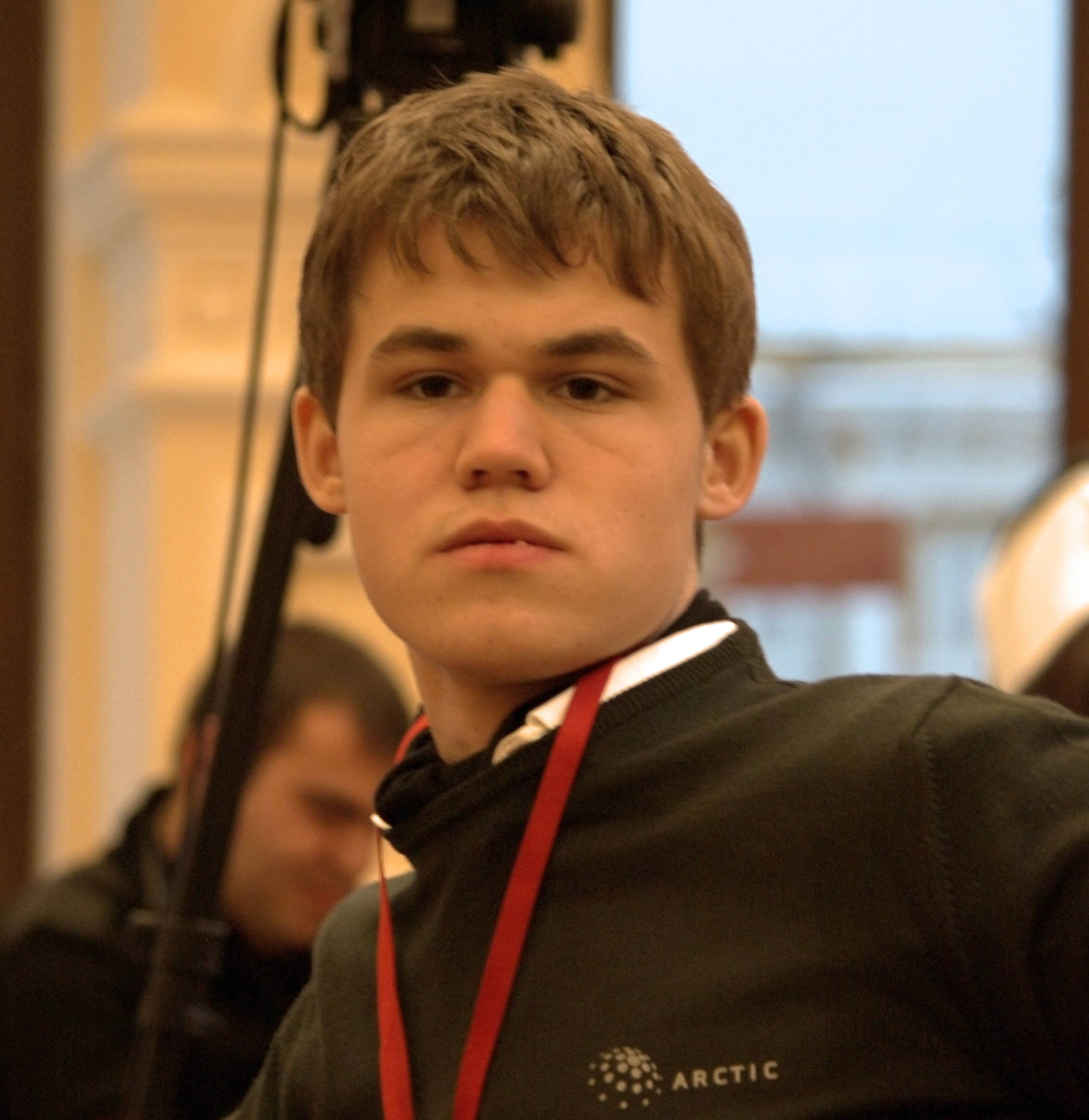
Magnus Carlsen (2009)

Zwischen Anfang 2009 und März 2010 wurde der junge Norweger von Ex-Weltmeister Garri Kasparow trainiert und beraten.
Im Oktober 2009 gewann Carlsen das Superturnier in Nanjing (Kategorie 21) mit 8 Punkten aus 10 Partien ungeschlagen mit 2,5 Punkten Vorsprung vor dem Zweitplatzierten Topalow und mit einer Elo-Leistung von 3002. Im November belegte er beim Tal Memorial in Moskau den geteilten 2. Platz und gewann die im Anschluss ausgetragene Blitzschach-Weltmeisterschaft. Im Dezember belegte er beim London Chess Classic (Kategorie 18) mit 5 Punkten aus 7 Partien (+3 =4) den ersten Platz.

### 2010
Die FIDE-Weltrangliste von Januar 2010 führte Carlsen mit einem Rating von 2810 auf Platz 1 an, damit ist er der jüngste Spieler seit Einführung der Weltrangliste, dem dies gelang. Im Januar 2010 gewann er das Corus-Turnier in Wijk aan Zee (Kategorie 19) mit 8,5 Punkten aus 13 Partien. Im Juni 2010 siegte er beim Kings Tournament (Kategorie 20) im rumänischen Bazna mit 7,5 Punkten aus 10 Partien.
Unter seinen Erwartungen schnitt Carlsen kurz darauf bei der Schacholympiade in Chanty-Mansijsk ab, wo er für Norwegen am ersten Brett spielte und 4,5 Punkte aus 8 Partien erreichte. Auch bei den Grand Slam Final Masters in Bilbao im Oktober 2010 blieb seine Leistung deutlich hinter seiner Einstufung zurück, er erreichte bei vier Teilnehmern hinter dem Sieger Wladimir Kramnik und Anand den dritten Platz. Beim Turnier in Nanjing überwand er seine kurzfristige Formkrise, blieb ungeschlagen und siegte mit 7 Punkten aus 10 Partien vor Anand.
Anfang November 2010 gab Carlsen seinen Verzicht auf die Teilnahme am Kandidatenturnier 2011 bekannt.
Carlsen gewann das vom 8. bis 15. Dezember 2010 dauernde London Chess Classic mit vier Siegen, zwei Niederlagen und einem Remis nach Wertung vor Anand und McShane. Nachdem er in der ersten Runde gegen McShane und in der dritten gegen Anand, jeweils mit Schwarz, verloren hatte, steigerte er sich und befreite sich in der vorletzten Runde im Spiel gegen Kramnik – wieder mit Schwarz – noch aus einer äußerst schwierigen Lage, sodass diese Partie remis endete.

### 2011
Auf der FIDE-Weltrangliste vom Januar 2011 belegte Carlsen mit 2814 Elo-Punkten erneut den ersten Platz.
Bei der letzten Auflage des Turniers Melody Amber in Monaco 2011 erreichte Carlsen den zweiten Platz in der Gesamtwertung (hinter Aronjan) und gewann den Schnellschachteil. Im Juni 2011 gewann er mit 6,5 Punkten aus 10 Partien erneut das Turnier in Bazna, aufgrund besserer Wertung vor dem punktgleichen Sergei Karjakin. Dadurch verdrängte er im Juli 2011 Viswanathan Anand wieder von der Spitze der Weltrangliste, die jener von März bis Juni angeführt hatte.
Im Juli 2011 gewann er das Turnier in Biel mit 7 Punkten aus 10 Partien. Im Oktober 2011 siegte er beim 4. Final-Masters, das in São Paulo und Bilbao ausgetragen wurde, nach Stichkampf gegen Wassyl Iwantschuk.
Auch das 6. Tal Memorial 2011, das vom 16. bis 25. November 2011 in Moskau stattfand, gewann Magnus Carlsen auf Grund der Tie-Break-Regelung (der Spieler mit den meisten Schwarzpartien wird bevorzugt) vor dem punktgleichen Aronjan mit jeweils zwei Siegen und sieben Remisen; Carlsen spielte fünfmal mit den schwarzen Steinen, während Aronjan vier Schwarzpartien bestritt. Nach den meisten anderen Kriterien hätte Aronjan knapp vorne gelegen.
Beim 3. London Chess Classic 2011 belegte Magnus Carlsen hinter Kramnik und Nakamura, gegen den er gewann, mit fünf Remisen und drei Siegen den 3. Platz.

### 2012

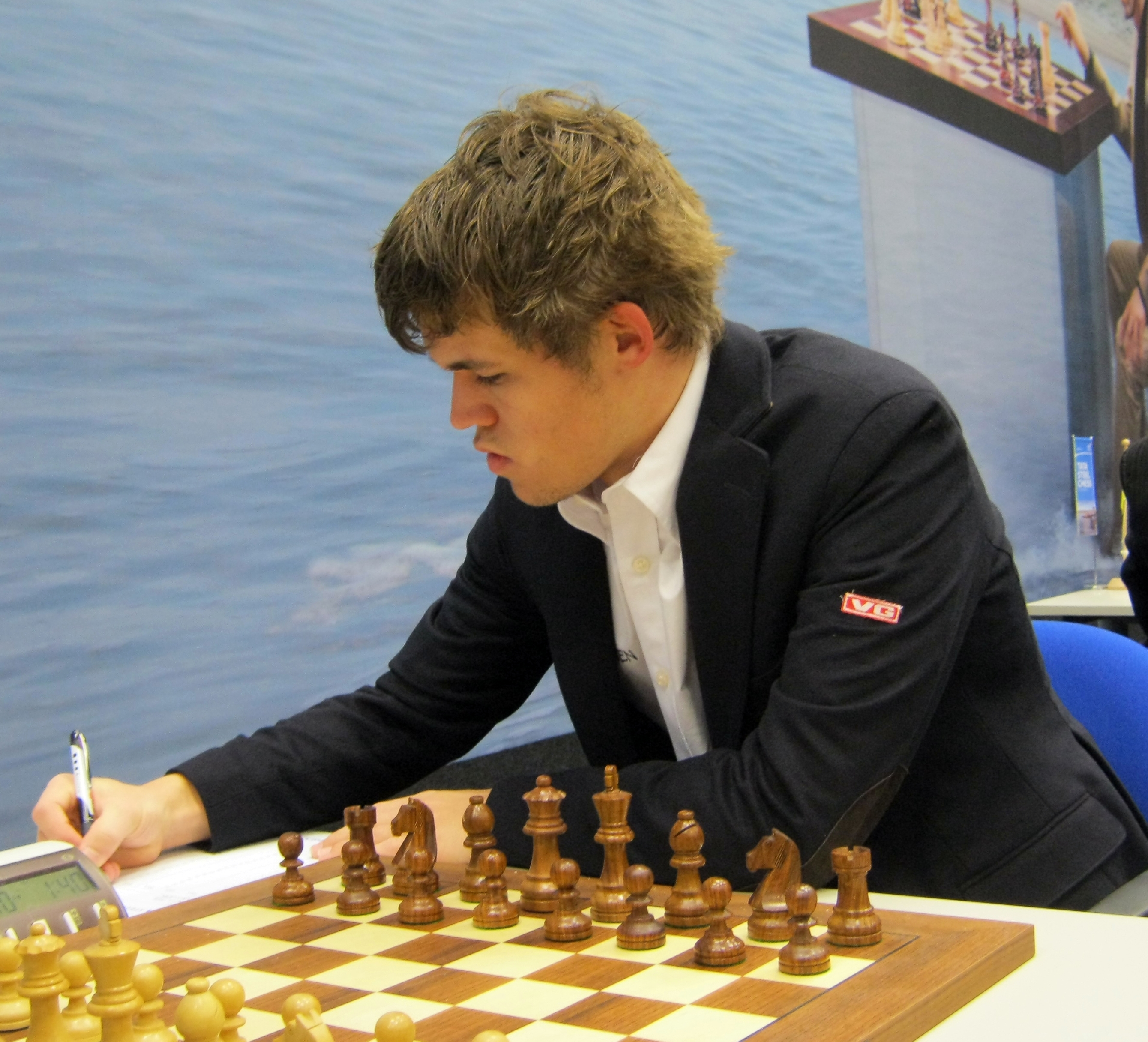
Magnus Carlsen (2012)

Das 74. Tata-Steel-Schachturnier 2012, das vom 13. bis 29. Januar in Wijk aan Zee ausgetragen wurde, beendete Magnus Carlsen – punktgleich mit Caruana und Radjabov (je 8 Punkte aus 13 Partien) – auf dem geteilten zweiten Platz; nachdem er in der neunten Runde mit den weißen Steinen gegen Karjakin eine Niederlage hatte hinnehmen müssen, war es ihm in den folgenden vier Runden nicht mehr möglich, den späteren Turniersieger Lewon Aronjan, den Carlsen in der 3. Runde mit den weißen Steinen bezwungen hatte, zu gefährden. Im Juni 2012 gewann Carlsen das 7. Tal Memorial in Moskau. Er kam in diesem Turnier auf 5,5 Punkte aus 9 Partien und blieb als einziger Spieler ohne Niederlage. Bei der vom 1. bis 11. Juli 2012 im kasachischen Astana ausgetragenen Schnell- und Blitzschachweltmeisterschaft wurde Magnus Carlsen sowohl im Schnellschach als auch im Blitzschach Vize-Weltmeister. Ebenfalls Zweiter wurde Carlsen beim 45. Internationalen Schachfestival in Biel, das vom 21. Juli bis 3. August 2012 stattfand. Obwohl Carlsen den Turniersieger Wang Hao im Verlauf des Turniers zweimal besiegte und selbst ohne Niederlage blieb, lag er am Ende aufgrund der Drei-Punkte-Regel hinter Wang, da dieser mehr Partien gewonnen hatte. Das Grand-Slam-Finale 2012, das in São Paulo und Bilbao ausgetragen wurde, gewann Carlsen nach Blitzschach-Stichkampf gegen Caruana. Im Dezember 2012 gewann er auch die vierte Auflage der London Chess Classic.

### 2013

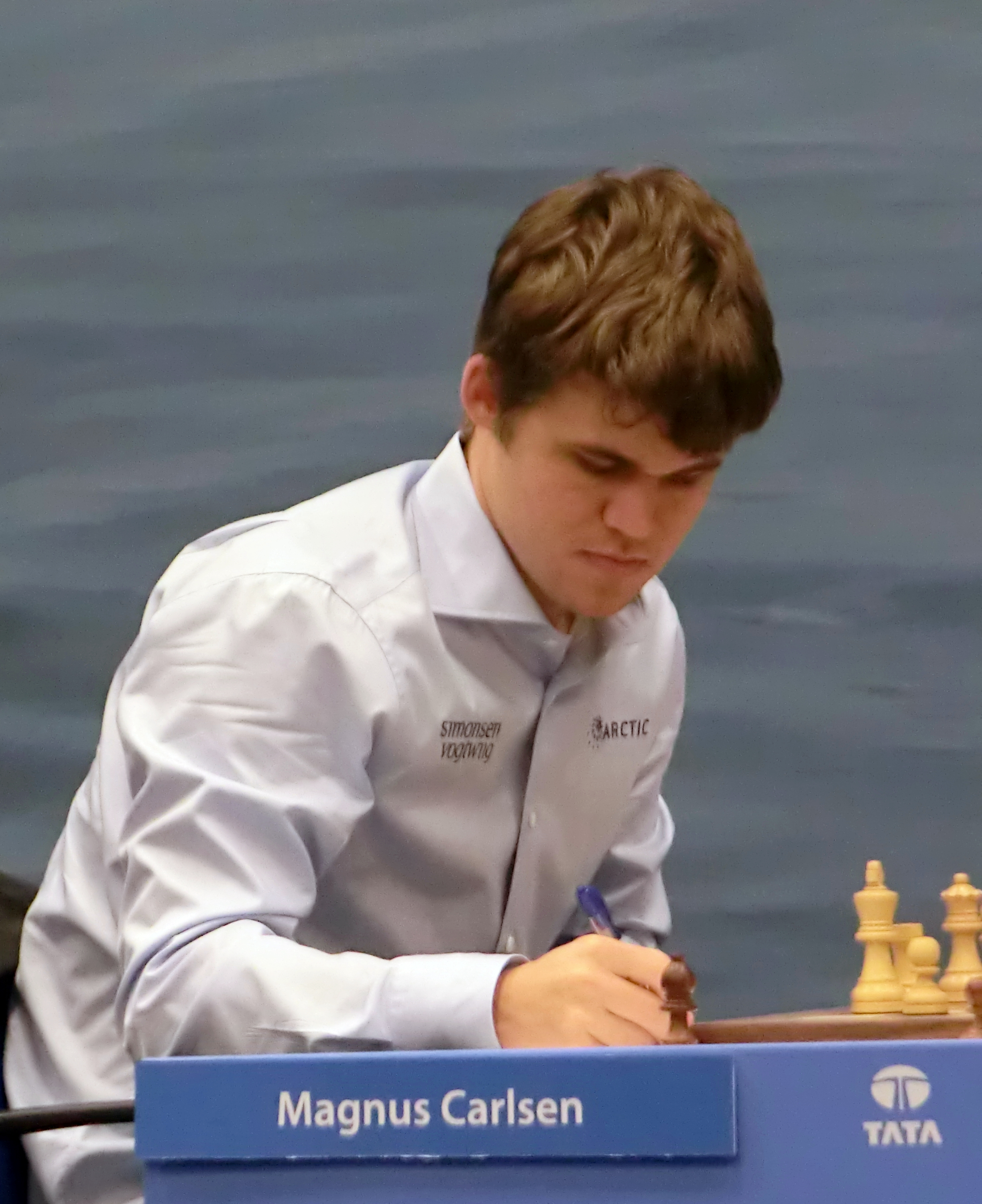
Magnus Carlsen (2013)

Im Januar gewann Magnus Carlsen das Tata-Steel-Schachturnier, das er zuletzt 2008 und 2010 gewonnen hatte (damals noch unter dem Namen „Corus-Turnier“). Im April siegte er in London beim Kandidatenturnier für die Schachweltmeisterschaft 2013. Zwar beendete er das Turnier mit einer Niederlage gegen Peter Swidler, da der punktgleiche Wladimir Kramnik aber ebenfalls seine letzte Partie verlor, war Carlsen wegen der größeren Anzahl gewonnener Partien als Herausforderer von Titelverteidiger Viswanathan Anand qualifiziert.
Im November 2013 trat Carlsen in Chennai, der Heimatstadt Anands, zum Weltmeisterschaftskampf gegen ihn an. In der fünften Runde ging er in Führung und baute diese durch weitere Siege in Runde sechs und neun auf 6:3 aus. Mit einem Remis in der zehnten Partie wurde Carlsen wenige Tage vor seinem 23. Geburtstag am 22. November 2013 Weltmeister. Er war zum damaligen Zeitpunkt der zweitjüngste Schachweltmeister. Nur Garri Kasparow war bei seinem Titelgewinn 1985 mit 22 Jahren und knapp 7 Monaten noch jünger (unberücksichtigt Ruslan Ponomarjow als jüngster FIDE-Weltmeister mit 18 Jahren und 3 Monaten).

### 2014
Bei der Zürich Chess Challenge vom 29. Januar bis 4. Februar gewann er das Hauptturnier im klassischen Schach. Im anschließenden Schnellschachteil des Turniers, der von Fabiano Caruana gewonnen wurde, spielte er schwächer und erreichte nur den vierten von sechs Plätzen. Dieses Ergebnis reichte jedoch, um auch im Gesamtturnier den ersten Platz zu erreichen.
Im April gewann er das als Gedenkturnier für den im Januar verstorbenen aserbaidschanischen Großmeister Vüqar Həşimov ausgetragene Shamkir Chess. Im Juni gewann er in Dubai sowohl die Weltmeisterschaft im Schnellschach (11 Punkte aus 15 Partien) als auch die Weltmeisterschaft im Blitzschach (17 Punkte aus 21 Partien). Bei der Schacholympiade in Tromsø in seinem Heimatland spielte Carlsen für Norwegen am ersten Brett. In neun Partien erzielte er 6 Punkte, dabei verlor er gegen den Deutschen Arkadij Naiditsch und den Kroaten Ivan Šarić, zum letzten Spiel trat er nicht mehr an.
Beim Weltmeisterschaftskampf in Sotschi vom 7. bis zum 23. November verteidigte Carlsen seinen Titel. Sein Gegner war wiederum Viswanathan Anand, der im März 2014 das Kandidatenturnier gewonnen hatte. Carlsen gewann drei Partien, Anand eine, sieben endeten remis.

### 2015
Im Januar gewann Carlsen zum vierten Mal das Tata-Steel-Schachturnier in Wijk aan Zee (Niederlande). Im Februar siegte er beim Grenke Chess Classic in Baden-Baden, nach Stichkampf gegen Arkadij Naiditsch. Im Juni wurde Carlsen Siebenter beim Norway Chess 2015. Im September erreichte Carlsen mit 5 Punkten aus 9 Runden den zweiten Platz beim Sinquefield Cup in St. Louis.

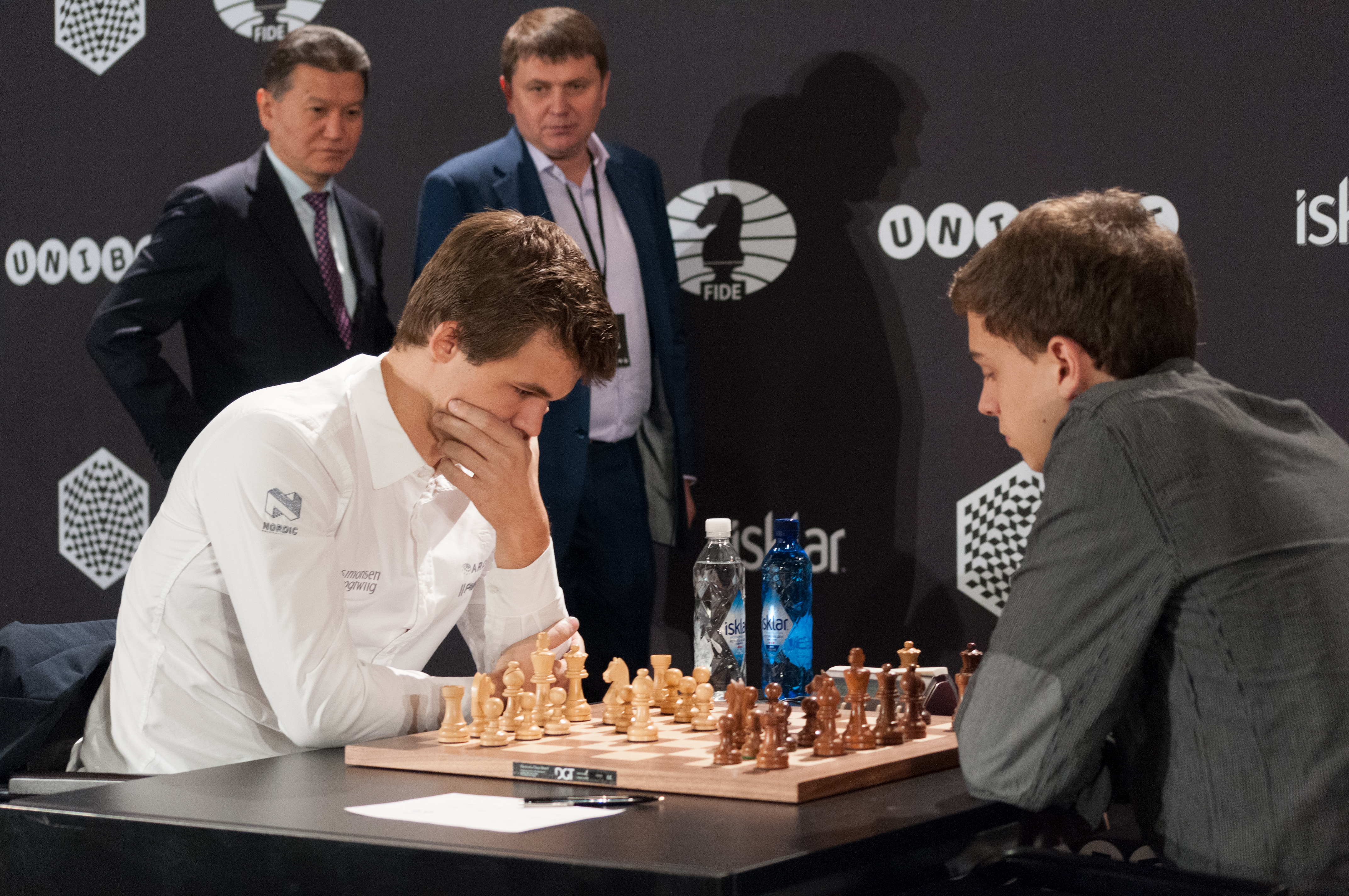
Carlsen auf dem Weg zur Titelverteidigung als Schnellschachweltmeister 2015 –
in der 2. Runde gegen Dennis Wagner

Zu den Schnell- und Blitzschachweltmeisterschaften 2015 in Berlin vom 10. bis 14. Oktober reiste Carlsen nach seinen Erfolgen des Vorjahres als dreifacher Titelträger bzw. „Großmeister aller Klassen“ an. In der dreitägigen Schnellschach-WM über 15 Runden blieb er bei acht Gewinnpartien und sieben Remisen ohne Partieverlust, lag nach dem ersten Tag auf Rang 8, nach dem zweiten Tag mit 8 Zählern punktgleich mit Sjarhej Schyhalka bereits an erster Stelle und hatte nach der 15. und letzten Runde am dritten Tag mit 11,5 Zählern einen ganzen Punkt Vorsprung auf Jan Nepomnjaschtschi und Teymur Rəcəbov. Als eine spannend verlaufene Schlüsselpartie auf dem Weg zur Titelverteidigung ist Carlsens Sieg in der 12. Runde gegen Iwantschuk anzusehen.
Bei der zweitägigen Blitzschach-WM über 21 Runden lag Carlsen nach der zehnten Partie mit 9 Punkten auf Rang 1 vor dem punktgleichen Maxime Vachier-Lagrave, verlor aber die elfte und letzte Partie des Tages gegen Sergei Karjakin. Nach drei weiteren Partieverlusten am Folgetag, darunter die 15. gegen den späteren Weltmeister Alexander Grischtschuk, wurde Carlsen am Ende Sechster.
Im Dezember nahm Carlsen am Qatar Masters Open in Doha teil, seinem ersten offenen Turnier seit der Arctic Chess Challenge im August 2007. Er kam auf 7 Punkte aus 9 Partien und gewann den Stichkampf um den Turniersieg gegen den punktgleichen Vorjahressieger Yu Yangyi mit 2:0.

### 2016
Im Januar gewann Carlsen zum fünften Mal das Tata-Steel-Schachturnier. Er erzielte 9 Punkte aus 13 Partien (+5 =8 −0) und hatte damit einen Punkt Vorsprung vor Fabiano Caruana und Ding Liren. Im September war Carlsen Teil der norwegischen Mannschaft bei der Schacholympiade. Er erzielte 7,5 Punkte aus 10 Partien und hatte damit einen großen Anteil am fünften Platz der norwegischen Mannschaft. Vom 11. bis 30. November 2016 spielte er um die Schachweltmeisterschaft 2016 gegen den Herausforderer Sergei Karjakin. Am 30. November 2016, seinem 26. Geburtstag, gewann Carlsen den Tie-Break mit +2 =2 −0, nachdem die zwölf regulären Partien mit einem Gleichstand (+1 =10 −1) geendet hatten.

### 2017
In der zweiten Januarhälfte nahm Carlsen am Tata-Steel-Schachturnier teil. Er wurde hinter Wesley So aus den USA zweiter mit 8 Punkten aus 13 Partien (+4 =8 −1). Im April nahm Carlsen als Titelverteidiger nach seinem Sieg im Jahr 2015 am Grenke Chess Open teil. Dabei erreichte er 4 Punkte aus 6 Partien (+1 =5 −0) und belegte Rang zwei hinter Lewon Aronjan. In der ersten Junihälfte nahm Carlsen am Altibox Norway Chess Turnier in Stavanger teil. Im zehnköpfigen Starterfeld belegte er beim Sieg von Lewon Aronjan mit 4 Punkten aus 9 Partien (+1 =6 −2) den neunten Rang.
Im Juli gewann er das Schnellschach/Blitzturnier der Grand Chess Tour in Leuven, Belgien, mit 3 Punkten Vorsprung vor Wesley So (25,5/36). Im August 2017 nahm Carlsen am stark besetzten Sinquefield Cup teil. Mit 5,5 Punkten aus 9 Partien (+3 =5 −1) belegte er Rang zwei hinter Maxime Vachier-Lagrave. Im Dezember 2017 gewann er die Blitzschach-Weltmeisterschaft in Riad mit 1,5 Punkten Vorsprung vor Sergei Karjakin und Viswanathan Anand.

### 2018
Ende Januar gewann Carlsen das Tata-Steel-Schachturnier in Wijk aan Zee. Nach 13 gespielten Runden lag er mit 9,0/13 (+5 =8 −0) punktgleich mit Anish Giri auf Platz 1 und setzte sich gegen diesen in zwei Tie-Break-Partien (Blitzschach mit 5 Minuten Bedenkzeit plus 3 Sekunden pro Zug) durch. Er gewann die erste Partie mit Weiß und akzeptierte in der zweiten Partie in klar besserer Position Giris Remisangebot. Im Februar gewann er die inoffizielle Weltmeisterschaft im Schach960 gegen Hikaru Nakamura mit 14:10 Punkten. Im April 2018 gewann Carlsen zum dritten Mal nach 2014 und 2015 das Turnier Shamkir Chess mit 6 Punkten aus 9 Partien (+3 =6 −0). Ende August gewann er mit 5,5 Punkten aus 9 Partien (+2 =7 −0) punktgleich mit Fabiano Caruana und Lewon Aronjan den Sinquefield Cup 2018.
Im November verteidigte Carlsen in London seinen Weltmeistertitel gegen den im Kandidatenturnier 2018 ermittelten Herausforderer Fabiano Caruana. Nachdem alle zwölf regulären Partien Remis geendet hatten, setzte sich Carlsen im Tiebreak im Schnellschach mit 3:0 durch. Im Dezember gewann er zum vierten Mal die Weltmeisterschaft im Blitzschach.

### 2019
Im Jahr 2019 gewann Carlsen jedes Turnier mit klassischer Bedenkzeit ohne Niederlage:
- Januar: Schachturnier in Wijk aan Zee (+5 =8 −0)

Mit insgesamt sieben Turniersiegen ist Carlsen nunmehr alleiniger Rekordsieger des Turniers.
- April: Shamkir Chess (+5 =4 −0) und Grenke Chess Classic (+6 =3 −0)
- Juni: Altibox Norway Chess (+2 =7 −0)
- Juni/Juli: Croatia Grand Chess Tour (+5 =6 −0)

Mit den Punkten für seinen Turniersieg in Zagreb stellte er den von ihm selbst im Jahr 2014 aufgestellten Elo-Rekord von 2882 Punkten ein. Der Sinquefield Cup in St. Louis war das erste Turnier mit klassischer Bedenkzeit, welches er im Jahr 2019 nicht gewann. Zwar verlor er keine Partie mit klassischer Bedenkzeit, unterlag aber im Tie-Break Ding Liren und belegte Rang 2.
Im April gewann er das Cote d’Ivorie Rapid and Blitz in der Elfenbeinküste, wo er als erster Schachweltmeister überhaupt an einem Schachturnier auf dem afrikanischen Kontinent teilnahm.
Bei der ersten Weltmeisterschaft im Schach960 unterlag er im Finale Wesley So deutlich mit 2,5:13,5 und musste seinen (bis dahin nur inoffiziellen) Titel des Schach960-Weltmeisters abgeben.
Im November 2019 gewann Carlsen das Tata Steel Chess India Rapid & Blitz Turnier (Teil der Grand Chess Tour) mit 27 von 36 Punkten vor Vorjahressieger Nakamura (23/36).
Im Dezember 2019 errang er zum dritten Mal den Weltmeistertitel im Schnellschach ungeschlagen mit 11,5 Punkten aus 15 Runden (+8 =7 −0) sowie zum fünften Mal den Weltmeistertitel im Blitzschach mit 16,5 Punkten aus 21 Runden (+13 =7 −1). Am Ende war er gleichauf mit Hikaru Nakamura. So musste der Tiebreak entscheiden, den Carlsen mit 1,5:0,5 gewann.

### 2020
Carlsen nahm auch 2020 wieder am Schachturnier in Wijk aan Zee teil und wurde dort ungeschlagen Zweiter.
Seit er am 31. Juli 2018 gegen Şəhriyar Məmmədyarov in Biel verlor, war Carlsen in 125 Turnierpartien mit klassischer Bedenkzeit – das heißt ohne Schnell- oder Blitzschachpartien – ohne Niederlagen, bis die Serie am 10. Oktober 2020 von Jan-Krzysztof Duda beendet wurde. Damit hält Carlsen mit 44 Siegen und 81 Unentschieden den Rekord für die längste Serie eines Weltklassespielers ohne Niederlage.
Da während der COVID-19-Pandemie der Schachbetrieb weltweit praktisch zum Erliegen kam, organisierte Carlsen die Magnus Carlsen Chess Tour, in der er drei der vier Online-Turniere und das abschließende Grand Final gewann. Insgesamt gewann er im Jahr 2020 bei Online-Turnieren 510.587 US-Dollar und war damit der erfolgreichste E-Sportler weltweit.

### 2021

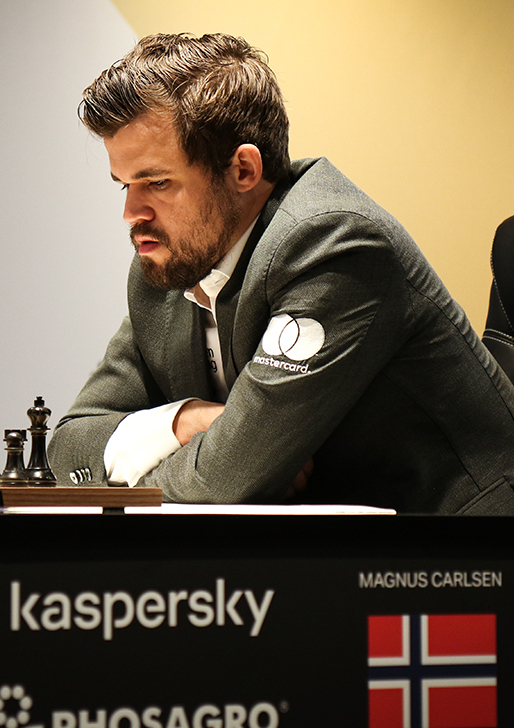
Magnus Carlsen (2021)

Die Schachweltmeisterschaft 2021 zwischen Magnus Carlsen und Jan Nepomnjaschtschi fand vom 24. November bis zum 10. Dezember 2021 in Dubai statt. Dort konnte er seinen Titel mit einem Resultat von 7,5:3,5 nach 11 Partien erfolgreich verteidigen. Bei der Weltmeisterschaft im Schnellschach verlor Carlsen den Titel an Nodirbek Abdusattorov. Ebenso verlor er den Weltmeistertitel im Blitzschach an Maxime Vachier-Lagrave.

### 2022
Zu Jahresbeginn gewann Carlsen ohne Niederlage zum achten Mal das Tata-Steel-Schachturnier. Am 20. Juli erklärte Carlsen, seinen Weltmeistertitel bei der Schachweltmeisterschaft 2023 nicht verteidigen zu wollen. Im Dezember gewann er in Almaty (Kasachstan) sowohl den Weltmeistertitel im Schnellschach als auch im Blitzschach zurück.
Kontroverse mit Hans Moke Niemann
Im Sommer 2022 kam es zu einer Kontroverse zwischen Carlsen und Hans Moke Niemann. Beim Sinquefield Cup gewann Niemann gegen Carlsen seine Partie in der dritten Runde, woraufhin Carlsen ohne Angabe von Gründen die Turnierteilnahme abbrach. Dies löste Spekulationen über Manipulationsvorwürfe gegenüber Niemann aus. Beim nächsten Aufeinandertreffen der beiden Kontrahenten beim Online-Turnier „Julius Baer Generation Cup“ gab Carlsen die Partie bereits nach dem ersten Zug auf, verzichtete aber erneut auf eine Begründung für sein Verhalten, das in der Schachwelt für viel Aufregung sorgte.
Niemann gab daraufhin Täuschungen bei früheren Online-Schachpartien zu, bestritt aber, jemals bei physischen Partien betrogen zu haben. Im Oktober 2022 verklagte er Carlsen, dessen Firma Play Magnus, den Schach-Server chess.com, dessen Verantwortlichen Daniel Rensch sowie den Schachgroßmeister und Streamer Hikaru Nakamura auf mindestens 100 Millionen Dollar Schadensersatz; er warf ihnen u. a. Verleumdung und üble Nachrede vor. Am 27. Juni 2023 wurde die Klage von einer Bundesrichterin wegen unzureichender Beweise für die Anschuldigungen abgewiesen.

### 2023
Im Dezember verteidigte Carlsen in Samarqand (Usbekistan) sowohl den Weltmeistertitel im Schnellschach als auch im Blitzschach.

### 2024
Im Dezember brach Carlsen in New York seine Teilnahme am Schnellschach-WM-Turnier nach einem Disput mit dem Weltverband FIDE über die Kleiderordnung ab. Er trug während einer Partie eine Jeans, was den Teilnehmern zu diesem Zeitpunkt des Turniers untersagt war. Nachdem die FIDE Carlsen das Tragen einer Jeans erlaubt hatte, nahm Carlsen an der anschließenden Weltmeisterschaft im Blitzschach teil. In dieser einigten sich Jan Nepomnjaschtschi und Carlsen auf einen gemeinsamen Titelgewinn, nachdem Carlsen dies nach der siebten Partie im Finale bei einem Gleichstand von 3½:3½ vorgeschlagen hatte.

### 2025
Am 11. und 12. Januar 2025 spielte Carlsen seine ersten Partien für den FC St. Pauli in Hamburg im Rahmen der Schachbundesliga, und zwar gegen die SG Solingen und den Düsseldorfer SK.

### Elo-Entwicklung
| Die zur Anzeige dieser Grafik verwendete Erweiterung wurde dauerhaft deaktiviert. Wir arbeiten aktuell daran, diese und weitere betroffene Grafiken auf ein neues Format umzustellen. (Mehr dazu) |

## Liste der Turnierergebnisse (ohne Schnellschach)
| Turnier                                            | Ort                        | Ergebnis/Punktezahl                                                                             | Rang                                                                     |
| 2004                                               | 2004                       | 2004                                                                                            | 2004                                                                     |
| -------------------------------------------------- | -------------------------- | ----------------------------------------------------------------------------------------------- | ------------------------------------------------------------------------ |
| Smartfish Masters                                  | Drammen                    | 3/9                                                                                             | 9.–10. Platz                                                             |
| 2005                                               |                            |                                                                                                 |                                                                          |
|                                                    | Gausdal                    | 4/9                                                                                             | 6.–8. Platz                                                              |
|                                                    | Biel                       | 4/10 (+0 =8 −2)                                                                                 | 6. Platz                                                                 |
| 2006                                               |                            |                                                                                                 |                                                                          |
| Jugend gegen Erfahrung                             | Amsterdam                  | 6,5/10                                                                                          | 1. Platz der Junioren                                                    |
|                                                    | Biel                       | 6/10 (+4 =4 −2)                                                                                 | 2. Platz                                                                 |
| Tal-Memorial                                       | Moskau                     | 3,5/9 (+0 =7 −2)                                                                                | 8.–9. Platz                                                              |
| 2007                                               |                            |                                                                                                 |                                                                          |
| Corus-Schachturnier                                | Wijk aan Zee               | 4,5/13 (+0 =9 −4)                                                                               | 13.–14. Platz (geteilt mit Alexei Schirow)                               |
| Internationales Turnier                            | Linares                    | 7,5/14 (+4 =7 −3)                                                                               | 2.–3. Platz (geteilt mit Alexander Morosewitsch)                         |
| Internationales Turnier                            | Dortmund                   | 3/7 (+0 =6 −1)                                                                                  | 6. Platz                                                                 |
|                                                    | Biel                       | 5,5/9 (+4 =3 −2)                                                                                | 1.–2. Platz (geteilt mit Alexander Onischuk)                             |
| Schach-Weltpokal 2007                              | Chanty-Mansijsk            | 10/14                                                                                           | 3. Platz                                                                 |
| 2008                                               |                            |                                                                                                 |                                                                          |
| Corus-Schachturnier                                | Wijk aan Zee               | 8/13 (+5 =6 −2)                                                                                 | 1.–2. Platz (geteilt mit Lewon Aronjan)                                  |
| Internationales Turnier                            | Linares und Morelia        | 8/14 (+5 =6 −3)                                                                                 | 2. Platz                                                                 |
| 1. Runde des FIDE Grand Prix 2008–2010             | Baku                       | 8/13 (+4 =8 −1)                                                                                 | 1.–3. Platz (geteilt mit Vüqar Həşimov und Wang Yue)                     |
| Aerosvisit-Turnier                                 | Foros                      | 8/11 (+5 =6 −0)                                                                                 | 1. Platz                                                                 |
|                                                    | Biel                       | 6/10 (+3 =6 −1)                                                                                 | 3. Platz                                                                 |
| Final Chess Masters                                | Bilbao                     | 5/9 (+3 =4 −3)                                                                                  | 2. Platz                                                                 |
| 2009                                               |                            |                                                                                                 |                                                                          |
| Corus-Schachturnier                                | Wijk aan Zee               | 7/13 (+2 =10 −1)                                                                                | 5.–6. Platz (geteilt mit Leinier Domínguez)                              |
| Internationales Turnier                            | Linares                    | 7,5/14 (+3 =9 −2)                                                                               | 3. Platz                                                                 |
| M-Tel Masters                                      | Sofia                      | 6/10 (+3 =6 −1)                                                                                 | 2.–3. Platz (geteilt mit Wesselin Topalow)                               |
| Internationales Turnier                            | Dortmund                   | 5,5/10                                                                                          | 2.–4. Platz (geteilt mit Péter Lékó und Dmitri Jakowenko)                |
| Pearl Spring Chess Tournament                      | Nanjing                    | 8/10 (+6 =4 −0)                                                                                 | 1. Platz                                                                 |
| Tal-Memorial                                       | Moskau                     | 5,5/9 (+2 =7 −0)                                                                                | 2. Platz                                                                 |
| London Chess Classic                               | London                     | 5/7 (+3 =4 −0)                                                                                  | 1. Platz                                                                 |
| 2010                                               |                            |                                                                                                 |                                                                          |
| Corus-Schachturnier                                | Wijk aan Zee               | 8,5/13 (+5 =7 −1)                                                                               | 1. Platz                                                                 |
| Kings Tournament                                   | Bazna                      | 7,5/10 (+5 =5 −0)                                                                               | 1. Platz                                                                 |
| Schacholympiade 2010                               | Chanty-Mansijsk            | 4,5/8 (+4 =1 −3)                                                                                | 51. (Norwegen)                                                           |
| Final Chess Masters                                | Bilbao                     | 2,5/6 (+1 =3 −2)                                                                                | 3. Platz                                                                 |
| Pearl Spring Chess Tournament                      | Nanjing                    | 7/10 (+4 =6 −0)                                                                                 | 1. Platz                                                                 |
| London Chess Classic                               | London                     | 4,5/7 (+4 =1 −2)                                                                                | 1. Platz                                                                 |
| 2011                                               |                            |                                                                                                 |                                                                          |
| Corus-Schachturnier                                | Wijk aan Zee               | 8/13 (+5 =6 −2)                                                                                 | 3. Platz                                                                 |
| Kings Tournament                                   | Bazna                      | 6,5/10 (+3 =7 −0)                                                                               | 1.–2. Platz (geteilt mit Sergei Karjakin)                                |
|                                                    | Biel                       | 7/10 (+5 =4 −1)                                                                                 | 1. Platz                                                                 |
| Final Chess Masters                                | Bilbao                     | 6/10 (+3 =6 −1)                                                                                 | 1.–2. Platz (geteilt mit Wassyl Iwantschuk, Sieg im Tiebreak)            |
| Tal-Memorial                                       | Moskau                     | 5,5/9 (+2 =7 −0)                                                                                | 1.–2. Platz (geteilt mit Lewon Aronjan)                                  |
| London Chess Classic                               | London                     | 5,5/8 (+3 =5 −0)                                                                                | 2.–3. Platz (geteilt mit Hikaru Nakamura)                                |
| 2012                                               |                            |                                                                                                 |                                                                          |
| Corus-Schachturnier                                | Wijk aan Zee               | 8/13 (+4 =8 −1)                                                                                 | 2.–4. Platz (geteilt mit Teymur Rəcəbov und Fabiano Caruana)             |
| Tal-Memorial                                       | Moskau                     | 5,5/9 (+2 =7 −0)                                                                                | 1. Platz                                                                 |
|                                                    | Biel                       | 7/10 (+4 =6 −0)                                                                                 | 2. Platz                                                                 |
| Final Chess Masters                                | Bilbao                     | 6,5/10 (+4 =5 −1)                                                                               | 1.–2. Platz (geteilt mit Fabiano Caruana, Sieg im Tie-Break)             |
| London Chess Classic                               | London                     | 6,5/8 (+5 =3 −0)                                                                                | 1. Platz                                                                 |
| 2013                                               |                            |                                                                                                 |                                                                          |
| Corus-Schachturnier                                | Wijk aan Zee               | 10/13 (+7 =6 −0)                                                                                | 1. Platz                                                                 |
| WM-Kandidatenturnier                               | London                     | 8,5/14 (+5 =7 −2)                                                                               | 1. Platz (nach Wertung vor Wladimir Kramnik)                             |
| Norway Chess                                       | Stavanger                  | 5,5/9 (+3 =5 −1)                                                                                | 2.–3. Platz (geteilt mit Hikaru Nakamura)                                |
| Tal-Memorial                                       | Moskau                     | 5,5/9 (+3 =5 −1)                                                                                | 2. Platz                                                                 |
| Sinquefield Cup                                    | St. Louis                  | 4,5/6 (+3 =3 −0)                                                                                | 1. Platz                                                                 |
| Weltmeisterschaftskampf gegen Viswanathan Anand    | Chennai                    | 6,5/10 (+3 =7 −0)                                                                               | Carlsen gewinnt 6,5:3,5 und wird 16. Weltmeister.                        |
| 2014                                               |                            |                                                                                                 |                                                                          |
| Zurich Chess Challenge 2014                        | Zürich                     | 4/5 (+3 =2 −0)                                                                                  | 1. Platz                                                                 |
| Shamkir Chess 2014                                 | Şəmkir                     | 6,5/10 (+5 =3 −2)                                                                               | 1. Platz                                                                 |
| Norway Chess 2014                                  | Stavanger                  | 5,5/9 (+2 =7 −0)                                                                                | 2. Platz                                                                 |
| Sinquefield Cup 2014                               | St. Louis                  | 5,5/10 (+2 =7 −1)                                                                               | 2. Platz                                                                 |
| Schacholympiade 2014                               | Tromsö                     | 6/9 (+5 =2 −1)                                                                                  | 29. Platz (Norwegen I)                                                   |
| Weltmeisterschaftskampf gegen Viswanathan Anand    | Sotschi                    | 6,5/11 (+3 =7 −1)                                                                               | Carlsen gewinnt das Match vorzeitig mit 6,5:4,5 und bleibt Weltmeister.  |
| 2015                                               |                            |                                                                                                 |                                                                          |
| Tata-Steel-Schachturnier                           | Wijk aan Zee               | 9/13 (+6 =6 −1)                                                                                 | 1. Platz                                                                 |
| Gashimov-Memorial-Turnier                          | Şəmkir                     | 7/9 (+5 =4 −0)                                                                                  | 1. Platz                                                                 |
| Norway Chess                                       | Stavanger                  | 3,5/9 (+2 =3 −4)                                                                                | 8. Platz                                                                 |
| Sinquefield Cup                                    | St. Louis                  | 5/9 (+3 =4 −2)                                                                                  | 2. Platz                                                                 |
| London Chess Classic                               | London                     | 5,5/9 (+2 =7 −0)                                                                                | 1. Platz                                                                 |
| Qatar-Masters-Turnier                              | Doha                       | 7/9 (+5 =4 −0)                                                                                  | 1. Platz                                                                 |
| 2016                                               |                            |                                                                                                 |                                                                          |
| Tata-Steel-Schachturnier                           | Wijk aan Zee               | 9/13 (+5 =8 −0)                                                                                 | 1. Platz                                                                 |
| Norway Chess                                       | Stavanger                  | 6/9 (+4 =4 −1)                                                                                  | 1. Platz                                                                 |
| Bilbao Chess Masters                               | Bilbao                     | 17/10 (+4 =5 −1)                                                                                | 1. Platz (spezielle Wertung: Sieger bekommt 3 Punkte.)                   |
| Schacholympiade 2016                               | Baku                       | 7,5/10 (+5 =5 −0)                                                                               | 5. Platz (Norwegen)                                                      |
| Weltmeisterschaftskampf gegen Sergei Karjakin      | New York                   | 6/12 (+1 =10 −1)                                                                                | Carlsen gewinnt den Tie-Break mit 3/4 (+2 =2 −0) und bleibt Weltmeister. |
| 2017                                               |                            |                                                                                                 |                                                                          |
| Tata-Steel-Schachturnier                           | Wijk aan Zee               | 8/13 (+4 =8 −1)                                                                                 | 2. Platz                                                                 |
| Grenke Chess Classics                              | Baden-Baden                | 4/6 (+1 =5 −0)                                                                                  | 3. Platz                                                                 |
| Altibox Norway Chess                               | Stavanger                  | 4/9 (+1 =6 −2)                                                                                  | 9. Platz                                                                 |
| Sinquefield Cup                                    | Saint Louis                | 5,5/9 (+3 =5 −1)                                                                                | 2. Platz                                                                 |
| Schach-Weltpokal 2017                              | Tiflis                     | 4,5/6 (+4 =1 −1)                                                                                | 17.–32. Platz                                                            |
| Isle of Man International                          | Isle of Man                | 7,5/9 (+6 =3 −0)                                                                                | 1. Platz                                                                 |
| 2018                                               |                            |                                                                                                 |                                                                          |
| Tata-Steel-Schachturnier                           | Wijk aan Zee               | 9/13 (+5 =8 −0)                                                                                 | 1. Platz nach Sieg im Tie-Break (+1 =1 −0) gegen Anish Giri              |
| Grenke Chess Classic                               | Karlsruhe/Baden-Baden      | 5,5/9 (+2 =7 −0)                                                                                | 2. Platz                                                                 |
| Shamkir Chess                                      | Şəmkir                     | 6/9 (+3 =6 −0)                                                                                  | 1. Platz                                                                 |
| Norway Chess                                       | Oslo                       | 4,5/8 (+2 =5 −1)                                                                                | 2. Platz                                                                 |
| Sinquefield Cup                                    | Saint Louis                | 5,5/9 (+2 =7 −0)                                                                                | 1.–3. Platz (geteilt mit Fabiano Caruana und Lewon Aronjan)              |
| Biel International Chess Festival                  | Biel/Bienne                | 6/10 (+3 =6 −1)                                                                                 | 2. Platz                                                                 |
| Weltmeisterschaftskampf gegen Fabiano Caruana      | London                     | 6/12 (+0 =12 −0)                                                                                | Carlsen gewinnt den Tie-Break mit 3/3 (+3 =0 −0) und bleibt Weltmeister. |
| 2019                                               |                            |                                                                                                 |                                                                          |
| Tata-Steel-Schachturnier                           | Wijk aan Zee               | 9/13 (+5 =8 −0)                                                                                 | 1. Platz                                                                 |
| Shamkir Chess                                      | Şəmkir                     | 7/9 (+5 =4 −0)                                                                                  | 1. Platz                                                                 |
| Grenke Chess Classic                               | Karlsruhe/Baden-Baden      | 7,5/9 (+6 =3 −0)                                                                                | 1. Platz                                                                 |
| Norway Chess                                       | Stavanger                  | 13,5 (+2 =7 −0 in klassischen Partien, +6 −1 im Armageddon)                                     | 1. Platz                                                                 |
| Croatia Grand Chess Tour                           | Zagreb                     | 8/11 (+5 =6 −0)                                                                                 | 1. Platz                                                                 |
| Sinquefield Cup                                    | Saint Louis                | 6,5/11 (+2 =9 −0 in klassischen Partien, +0 =2 −0 im Schnellschach und +0 =0 −2 im Blitzschach) | 2. Platz                                                                 |
| Isle of Man International                          | Isle of Man                | 7,5/11 (+4 =7 −0)                                                                               | 6. Platz                                                                 |
| 2020                                               |                            |                                                                                                 |                                                                          |
| Tata-Steel-Schachturnier                           | Wijk aan Zee und Eindhoven | 8/13 (+3 =10 −0)                                                                                | 2. Platz                                                                 |
| Norway Chess                                       | Stavanger                  | 19,5 (+5 =3 −2 in klassischen Partien, +3 −0 im Armageddon)                                     | 1. Platz                                                                 |
| 2021                                               |                            |                                                                                                 |                                                                          |
| Weltmeisterschaftskampf gegen Jan Nepomnjaschtschi | Dubai                      | 7,5/11 (+4 =7 −0)                                                                               | Carlsen bleibt Weltmeister.                                              |
| 2022                                               |                            |                                                                                                 |                                                                          |
| Tata-Steel-Schachturnier                           | Wijk aan Zee               | 9,5/13 (+6 =7 −0)                                                                               | 1. Platz                                                                 |
| Schacholympiade 2022                               | Chennai                    | 7,5/9 (+6 =3 −0)                                                                                | 59. Platz (Norwegen)                                                     |
| 2023                                               |                            |                                                                                                 |                                                                          |
| Tata-Steel-Schachturnier                           | Wijk aan Zee               | 8/13 (+5 =6 −2)                                                                                 | 3. Platz                                                                 |
| Schach-Weltpokal 2023                              | Baku                       | 14,5/21 (+10 =9 -1)                                                                             | 1. Platz                                                                 |

1. ↑  Bei diesem Turnier wurde nach jeder Remispartie unmittelbar anschließend eine Armageddon-Partie gespielt. Ein Sieg in der klassischen Turnierpartie wurde mit 2 Punkten gewertet, ein Remis – je nach Ausgang der Armageddon-Partie – mit 0,5 oder 1,5 Punkten.
2. ↑  Bei diesem Turnier wurde nach jeder Remispartie unmittelbar anschließend eine Armageddon-Partie gespielt. Ein Sieg in der klassischen Turnierpartie wurde mit 3 Punkten gewertet, ein Remis – je nach Ausgang der Armageddon-Partie – mit 1,0 oder 1,5 Punkten.

## Größte Erfolge
- Schachweltmeister: 2013, 2014, 2016, 2018, 2021
- Weltmeister im Chess960: 2018[59]
- Weltmeister im Schnellschach: 2014, 2015, 2019, 2022, 2023
- Weltmeister im Blitzschach: 2009, 2014, 2017, 2018, 2019, 2022, 2023, 2024
- Sieger des Schach-Weltpokals: 2023
- Sieger London Chess Classic: 2009, 2010, 2012, 2015
- Sieger Shamkir Chess Cup: 2014[60], 2015[61], 2018, 2019
- Sieger Tata-Steel-Schachturnier (A-Turnier): 2008, 2010, 2013, 2015, 2016, 2018, 2019, 2022 (Rekordhalter für meiste Turniersiege)
- Sieger Tata-Steel-Schachturnier (B-Turnier): 2006
- Sieger des Tal Memorials: 2011, 2012
- Sieger des Sinquefield Cup: 2013[62], 2018
- Sieger des Grenke Chess Classic: 2015, 2019, 2024
- Sieger des Norway Chess: 2016, 2019, 2020, 2021, 2022, 2024, 2025
- Sieger des Isle of Man International: 2017
- 2. Platz der Jugendweltmeisterschaft U12 2002
- 3. Platz der Jugendeuropameisterschaft U14 2003
- Norwegischer Meister: 2006[63]
  - 2. Platz 2005
- Norwegischer U11-Meister: 2000

## Spielstil
Carlsen verfügt über ein intuitives Spielverständnis und wird in dieser Hinsicht mit José Raúl Capablanca und Anatoli Karpow verglichen. Er kann daher viele verschiedene Stellungstypen gut behandeln. In der Eröffnung ist er nicht auf bestimmte Systeme festgelegt, was eine Vorbereitung auf ihn sehr erschwert. Oft vermeidet er weit ausanalysierte Theorievarianten und strebt Stellungen an, in denen er seine Gegner langfristig unter Druck setzen kann. Dabei zeichnet er sich durch großen Kampfgeist aus. Insbesondere im Endspiel spielt er sehr stark und nutzt gegnerische Fehler effektiv aus. Oft gelingt es ihm, in scheinbar ausgeglichenen Endspielen kleinste Vorteile zu verwerten. Diese Fähigkeit wird von Kommentatoren metaphorisch umschrieben, dass Carlsen „Wasser aus Fels quetschen“ könne. Nach Ansicht von Lewon Aronjan ist Carlsens größte Stärke seine Selbstbeherrschung, die es ihm erlaube, auch nach eigenen Fehlern weiterzukämpfen. Kritik an seinem Stil hat Carlsen selbst zurückgewiesen. Nachdem der deutsche Schach-Ehrenpräsident Robert von Weizsäcker gesagt hatte, Carlsen habe gegen Anand gewonnen, weil er „der bessere Sportler […] und nicht, weil er der bessere Schachspieler“ sei, meinte Carlsen, seine Spielweise verfolge eine durchdachte Strategie. Radosław Wojtaszek lobte die ökonomische Spielweise Carlsens. Er versuche nicht, in jeder Stellung den besten Zug zu finden, was viel Zeit und Energie koste, sondern spiele Züge, die „gut genug“ seien. Mark Dworezki verwies in einem Interview auf Aussagen von Carlsens ehemaligem Trainer Simen Agdestein, wonach Intuition und Furchtlosigkeit die besonderen Merkmale von Carlsens Stil seien. Dessen Rechenfähigkeit sei nicht einzigartig, aber er habe ein vollendetes Stellungsgefühl. Grigory Serper vertritt die Auffassung, dass Carlsens besondere Stärke sein hervorragendes Gedächtnis und die darauf basierende Fähigkeit zur Mustererkennung seien.

### Beiträge zur Eröffnungstheorie
Beim Turnier in Shamkir 2018 führte Carlsen gegen Radosław Wojtaszek eine neue Variante gegen die Sizilianische Verteidigung in die Meisterpraxis ein: 1. e4 c5 2. Sc3 d6 3. d4 cxd4 4. Dxd4 Sc6 5. Dd2 mit der Idee, mit b3, Lb2 nebst langer Rochade fortzusetzen. Wojtaszek wählte dagegen einen Aufbau mit Sf6 nebst e6 und verlor die Partie in 31 Zügen. Später wurde für Schwarz ein Aufbau mit 5. … g6 populärer.

## Partiebeispiel
|   | a | b | c | d | e | f | g | h |   |
| 8 |   |   |   |   |   |   |   |   | 8 |
| 7 |   |   |   |   |   |   |   |   | 7 |
| 6 |   |   |   |   |   |   |   |   | 6 |
| 5 |   |   |   |   |   |   |   |   | 5 |
| 4 |   |   |   |   |   |   |   |   | 4 |
| 3 |   |   |   |   |   |   |   |   | 3 |
| 2 |   |   |   |   |   |   |   |   | 2 |
| 1 |   |   |   |   |   |   |   |   | 1 |
|   | a | b | c | d | e | f | g | h |   |

In der folgenden Partie erzielte der 13-jährige Carlsen mit den weißen Figuren 2004 in Reykjavík ein Remis gegen den russischen Ex-Weltmeister Kasparow.
Carlsen–Kasparow ½:½
Reykjavík Rapid, 18. März 2004
Abgelehntes Damengambit (Cambridge-Springs-Variante), D52
1. d4 d5 2. c4 c6 3. Sf3 Sf6 4. Sc3 e6 5. Lg5 Sbd7 6. e3 Da5 7. Sd2 Lb4 8. Dc2 0–0 9. Le2 e5 10. 0–0 exd4 11. Sb3 Db6 12. exd4 dxc4 13. Lxc4 a5 14. a4 Dc7 15. Tae1 h6 16. Lh4 Ld6 17. h3 Sb6 18. Lxf6 Sxc4 (18. … gxf6 19. Dg6+ Kh8 20. Dxh6+ Kg8 21. Dg6+ Kh8 22. Dxf6+ Kg8 23. Te4 und Weiß gewinnt …) 19. Se4 Lh2+ 20. Kh1 Sd6 21. Kxh2 Sxe4+ 22. Le5 Sd6 23. Dc5 Td8 24. d5 Dd7 25. Sd4 Sf5 26. dxc6 bxc6 27. Sxc6 Te8 28. Td1 De6 29. Tfe1 Lb7 30. Sd4 Sxd4 31. Dxd4 Dg6 32. Dg4 Dxg4 33. hxg4 Lc6 34. b3 f6 35. Lc3 Txe1 36. Txe1 Ld5 37. Tb1 Kf7 38. Kg3 Tb8 39. b4 axb4 40. Lxb4 Lc4 41. a5 La6 42. f3 Kg6 43. Kf4 h5 44. gxh5+ Kxh5 45. Th1+ Kg6 46. Lc5 Tb2 47. Kg3 Ta2 48. Lb6 Kf7 49. Tc1 g5 50. Tc7+ Kg6 51. Tc6 Lf1 52. Lf2 ½:½
Elo-Entwicklung

## Sonstiges
In der Schachbundesliga spielte Carlsen in der Saison 2004/05 für die Schachfreunde Neukölln. Von 2006 bis 2013 war er für die OSG Baden-Baden (bis Juni 2008 OSC Baden-Baden) gemeldet, er kam allerdings nur in den Spielzeiten 2006/07, 2007/08 und 2008/09 zum Einsatz. In Frankreich ist er Mitglied von Clichy Echecs 92. In der niederländischen Meesterklasse hatte er in der Saison 2007/08 einen Einsatz beim Meister Hilversums Schaakgenootschap, in der spanischen Mannschaftsmeisterschaft spielte er 2004 für CA Magic Mérida. Seit der Saison 2024/25 spielt er in Deutschland für die Schachabteilung des FC St. Pauli.
Bereits im März 2005 hatte Garri Kasparow ihn neben Sergei Karjakin und Hikaru Nakamura als den seiner Meinung nach vielversprechendsten Spieler der Zukunft bezeichnet. Im Dezember 2009 lobte Kasparow insbesondere Carlsens Intuition und sein natürliches Talent, die optimale Position der Figuren weit im Voraus zu erkennen.
Carlsen lebt in der Ortschaft Haslum in der norwegischen Kommune Bærum, 15 km von Oslo entfernt, und spielt in seiner Freizeit gerne Fußball.
2010 erhielt er einen Vertrag als Model für die niederländische Bekleidungsfirma G-Star. Die Einnahmen seiner Vermarktungsfirma Magnuschess stiegen von 3,5 Millionen NOK im Jahr 2009 auf 8,4 Millionen NOK (gut 1 Mio. Euro) im Jahr 2010. 2012 belief sich das Jahreseinkommen von Carlsen nach Angaben seines Managers auf etwa 1,2 Millionen US-Dollar. Nach dem Gewinn des Weltmeistertitels ließ Magnus Carlsen seinen Namen als Marke eintragen, um künftig Produkte darunter vermarkten zu können. Im Jahr 2017 erzielte die Firma Magnuschess, die zu 85 Prozent Magnus Carlsen und zu 15 Prozent seinem Vater Henrik gehört, einen Gewinn von 11,4 Millionen NOK vor Steuern. Im Jahr 2016 waren es 8,7 Millionen NOK.
Im April 2013 wurde Carlsen in die Liste Time 100 aufgenommen. Das Frauenmagazin Cosmopolitan pries ihn als einen der hundert attraktivsten Männer der Welt.
Im Februar 2016 spielte Carlsen anlässlich des 70. Geburtstages der Wochenzeitung Die Zeit simultan gegen 70 überwiegend ausgeloste Gegner und gewann bei einer Niederlage und zwei Remis 67 der Partien.
Der Dokumentarfilm Magnus – Der Mozart des Schachs (2016) von Benjamin Ree zeigt Carlsens Entwicklung bis zum Gewinn des Weltmeistertitels 2013.
Im Jahre 2019 kam es zu einem Streit zwischen Magnus Carlsen und dem Norwegischen Schachverband. Dabei ging es um ein Sponsoringangebot über fünf Millionen Euro für einen Zeitraum von fünf Jahren durch das Glücksspielunternehmen Kindred Group, das der Schachverband aus ethischen Gründen nicht annehmen wollte. Carlsen, der sich für das Geschäft starkgemacht hatte, gründete daraufhin seinen eigenen Schachverein Offerspill Sjakklubb und zahlte die Beiträge der ersten 1000 Mitglieder aus eigener Tasche, um sich mehr Einfluss auf den bis dato 4000 Mitglieder zählenden Schachverband zu sichern.
Carlsen spielt Fantasy Football, eine über das Internet gespielte Simulation von Fußballmanagement, in der Fantasy Premier League, wo er Mitte Dezember 2019 mit seinem fiktionalen Verein Kjell Ankedal auf dem ersten Platz vor über sieben Millionen anderen Spielern lag.
Im Juli 2021 wurde Carlsen vom Weltschachverband FIDE mit der Fair Play Svetozar Gligoric Trophy für das Jahr 2020 ausgezeichnet. Beim Online-Turnier Chessable Masters 2020 hatte sein Gegner Ding Liren eine Partie verloren, weil seine Internetverbindung zusammengebrochen war. Carlsen verlor daraufhin absichtlich die nächste Partie, weil er daraus keinen Vorteil ziehen wollte.
Carlsen spielt auch gut Poker. Bei der norwegischen Meisterschaft 2022 kam er unter mehr als tausend Teilnehmern auf Platz 25 und gewann etwa 5000 Euro.